# The Stepfather
För andra betydelser, se The Stepfather (olika betydelser).
The Stepfather är en amerikansk-brittisk långfilm från år 1987 i regi av Joseph Ruben.

## Handling
En man mördar sin familj eftersom de inte levt upp till hans bild av hur en "perfekt" familj ska vara. Sedan ändrar han sitt utseende och lämnar staden. Polisen hittar aldrig gärningsmannen, och ett år senare är fallet fortfarande olöst. Men en släkting till den mördade familjen kan inte få någon ro innan mördaren fått sitt straff.
Samtidigt, precis ett år efter mordet, har Jerry Blake skapat sig ett ganska hyggligt liv i en småstad. Han är en framgångsrik mäklare och är gift med Susan. Susan har en dotter, Stephanie, från ett tidigare äktenskap och hennes förre man är död. Stephanie avskyr Jerry och vill att han ska ge sig iväg och aldrig komma tillbaka.
Jerry har en väldigt mörk sida som han aldrig visar, men Stephanie upptäcker den. En dag läser hon om en man som mördat sin familj för ett år sedan, och att mannen fortfarande är på fri fot. Stephanie är övertygad om att den mannen är Jerry, men det är ingen som lyssnar på henne. Kan Jerry, som är en hygglig familjefar på utsidan, verkligen vara en psykopatisk seriemördare?

## Om filmen
Filmen är baserad på en sann historia. John List mördade sin fru och sina barn år 1971 och var sedan på flykt och gifte in sig i en annan familj. År 1989 visades ett reportage om List i TV-programmet America’s Most Wanted, vilket resulterade i att List kunde gripas för morden han begått. År 1993 gjordes det ytterligare en film om List, Judgment Day: The John List Story.
The Stepfather blev snabbt väldigt populär och fick två uppföljare, först The Stepfather 2 år 1989 och sen The Stepfather 3 år 1992. År 2009 gjordes det en nyinspelning av filmen.

## Rollista i urval
- Terry O'Quinn - Jerry Blake
- Jill Schoelen - Stephanie
- Shelley Hack - Susan
- Charles Lanyer - Dr. Bondurant
- Stephen Shellen - Jim Ogilvie
- Stephen E. Miller - Al Brennan
- Lindsay Bourne - Bildlärare
- Anna Hagan - Mrs. Leitner
- Gillian Barber - Annie Barnes
- Jackson Davies - Mr. Chesterton